# Anochetus turneri
Anochetus turneri är en myrart som beskrevs av Auguste-Henri Forel 1900. Anochetus turneri ingår i släktet Anochetus och familjen myror. Inga underarter finns listade i Catalogue of Life.

## Bildgalleri

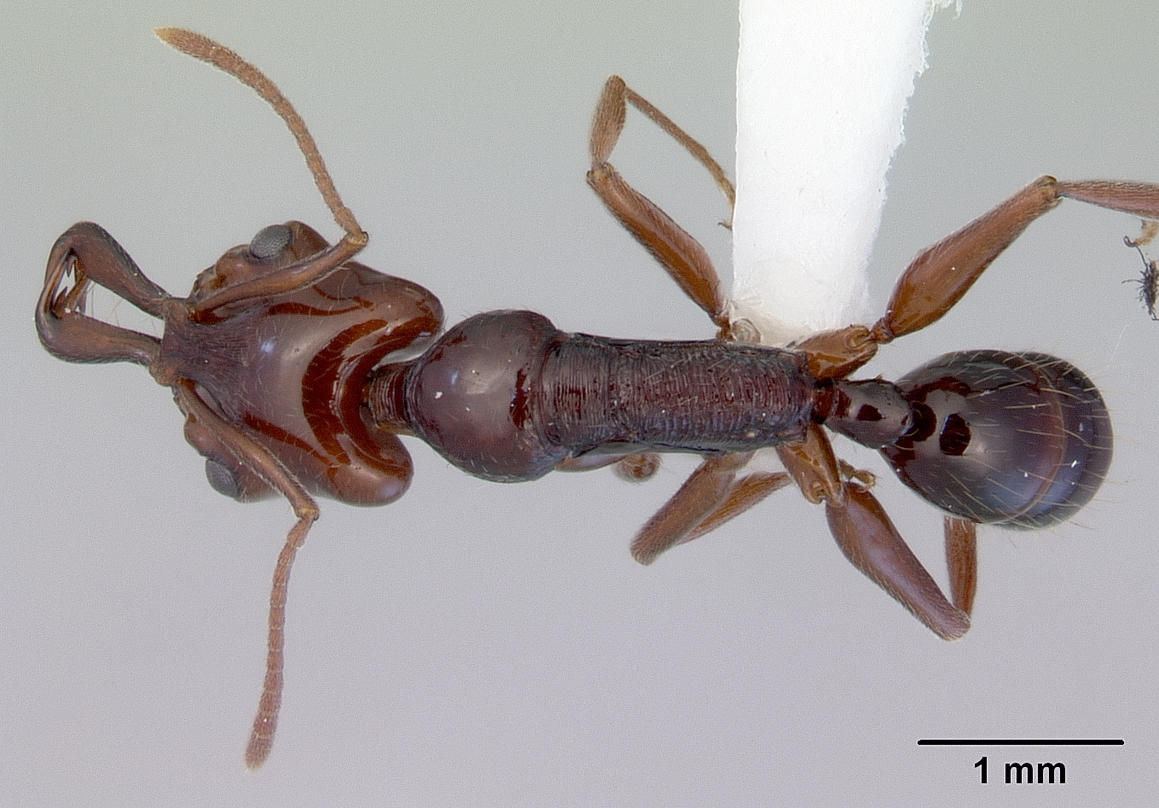
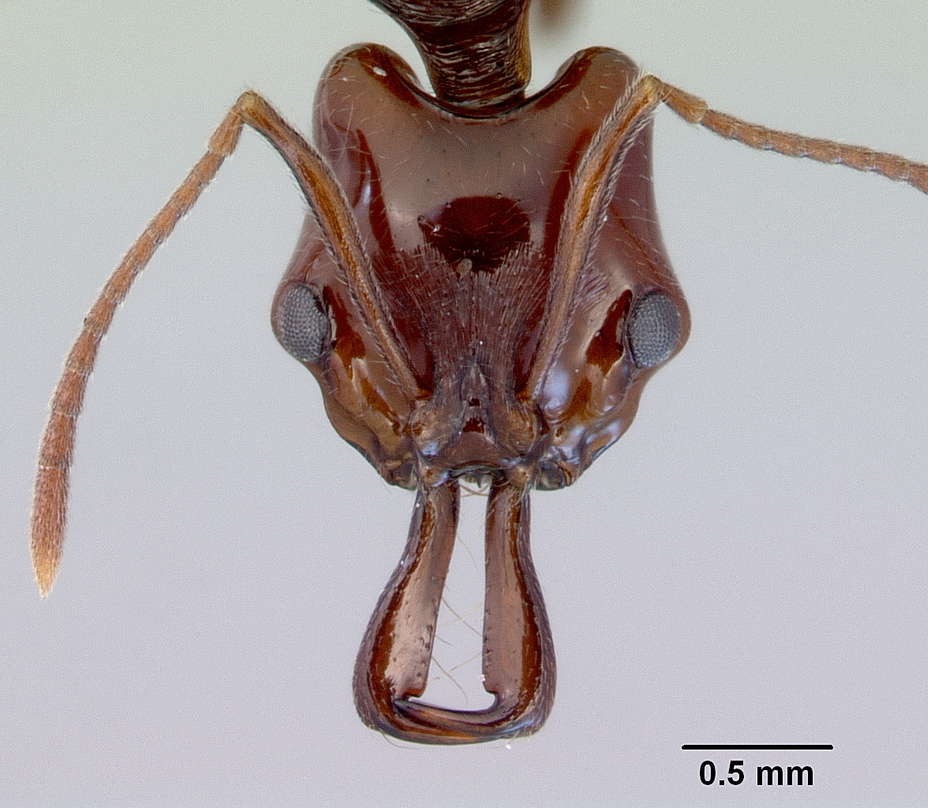
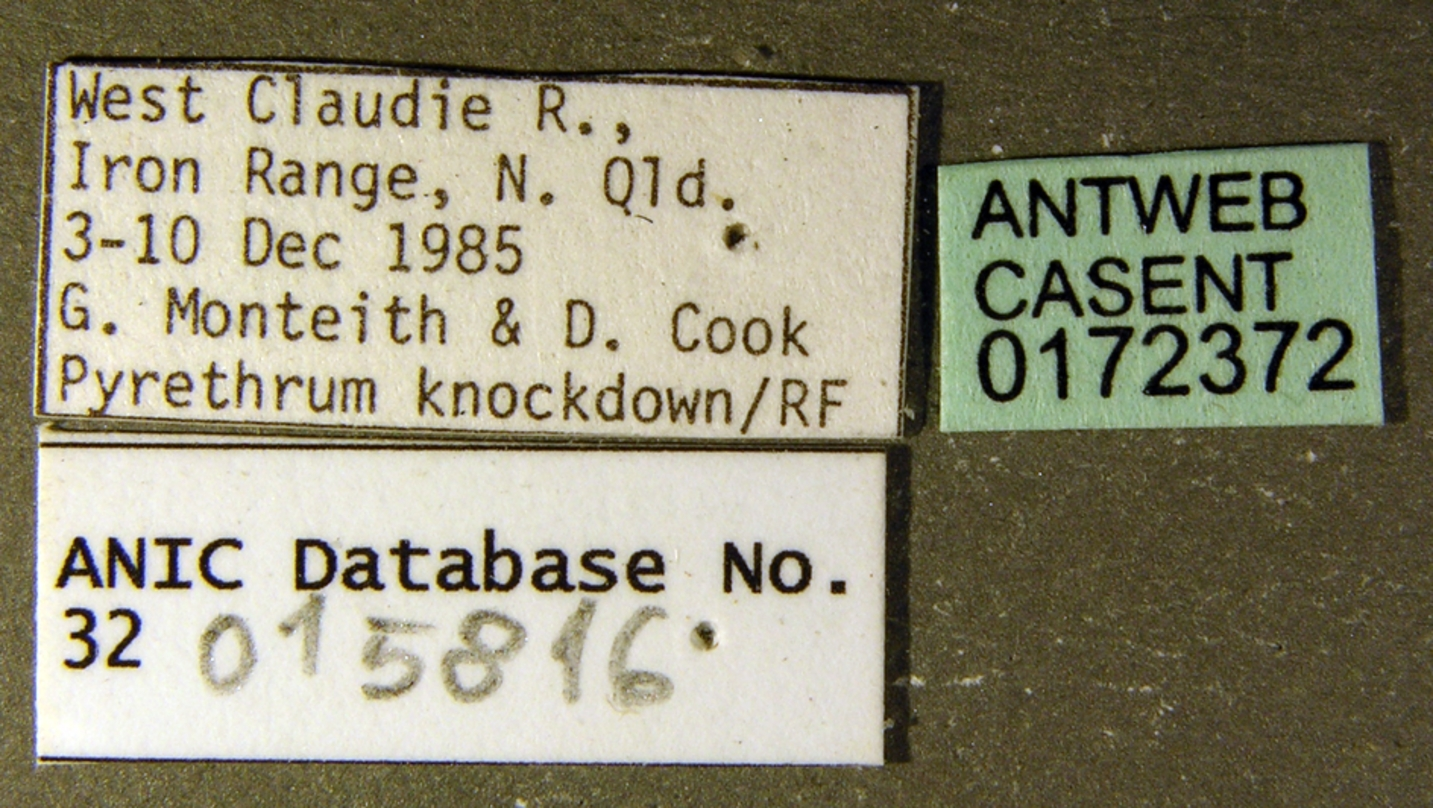
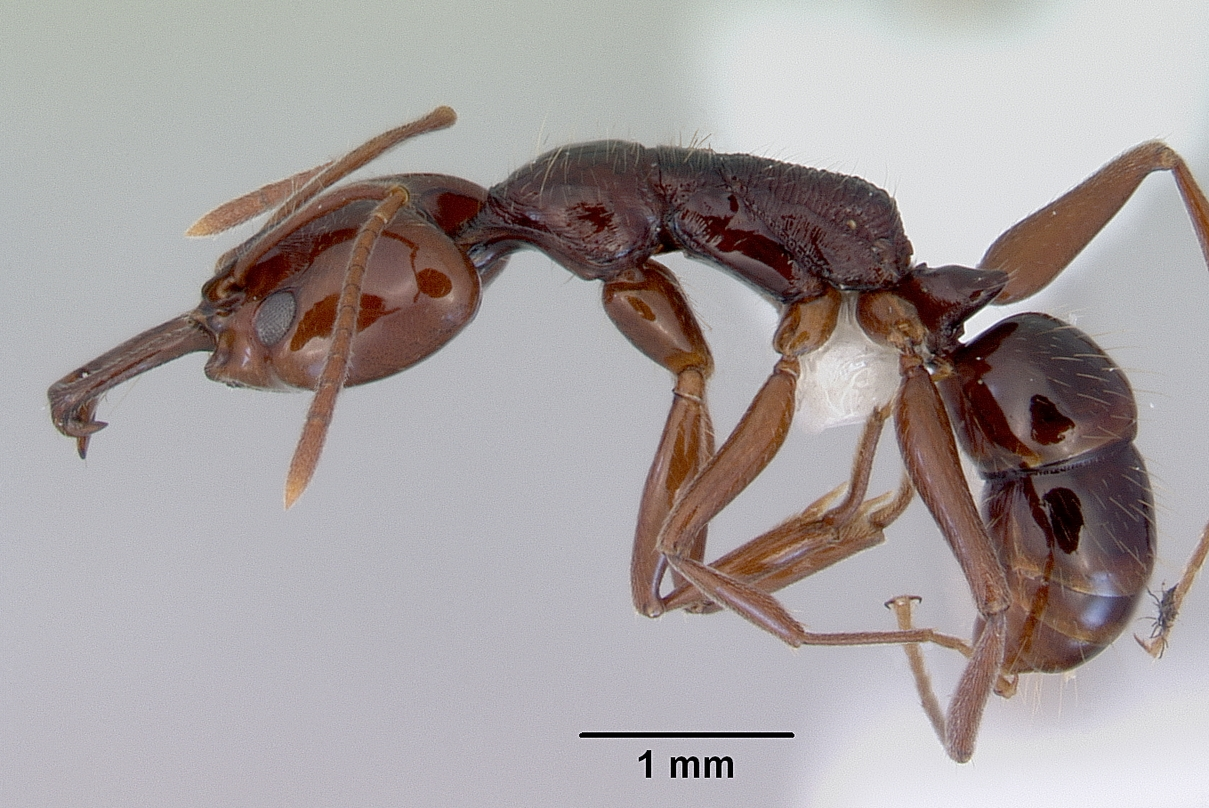